# Plano de gestão de crises
O Plano de Gestão de Crises, ou Plano de Gerenciamento de Crises, é composto por ações e procedimentos necessários para o controle e gerenciamento das crises que podem causar uma paralisação nas operações das empresas, como enchentes, vandalismos, sabotagens, incêndio, terrorismo, greves, ameaça de bomba e inúmeros outros eventos que podem alterar a paisagem dos negócios.
Normalmente um PGC está associado a um DRP - disaster recovery plan e/ou BCP - business continuity plan.
Nenhuma corporação, seja ela grande ou pequena, está livre das crises: elas podem bater à sua porta sem que você espere ou esteja preparado.
De acordo com Isabela Pimentel (2014),  a crise ocorre quando um fato, que pode ser previsível ou não, se desencadeia e afeta a imagem ou a reputação da empresa, tendo reflexo nos negócios. As crises podem ser acarretadas por fatores internos (sucessão, problemas de gestão, demissões) ou externos (crise em produtos,serviços,acidentes, etc).
Além do conceito de Plano de Gestão de Crises, é preciso diferenciar Gestão e gerenciamento.  Isabela Pimentel (2014)  explica que a "gestão de crise compreende todo o processo de planejamento prévio e elaboração de um plano de ações de caráter preventivo. Já o gerenciamento da crise,  se trata do conjunto de ações desenvolvidas no momento em que a crise já está instalada na empresa".